# Haškovcova Lhota
Haškovcova Lhota é uma comuna checa localizada na região da Boêmia do Sul, distrito de Tábor.